# Fiumata
Fiumata (detta anche Terra Flumata) è una frazione del comune di Petrella Salto, in provincia di Rieti, nel Lazio. Sorge sulle rive meridionali del lago del Salto, un bacino artificiale situato nel Cicolano.

## Geografia fisica

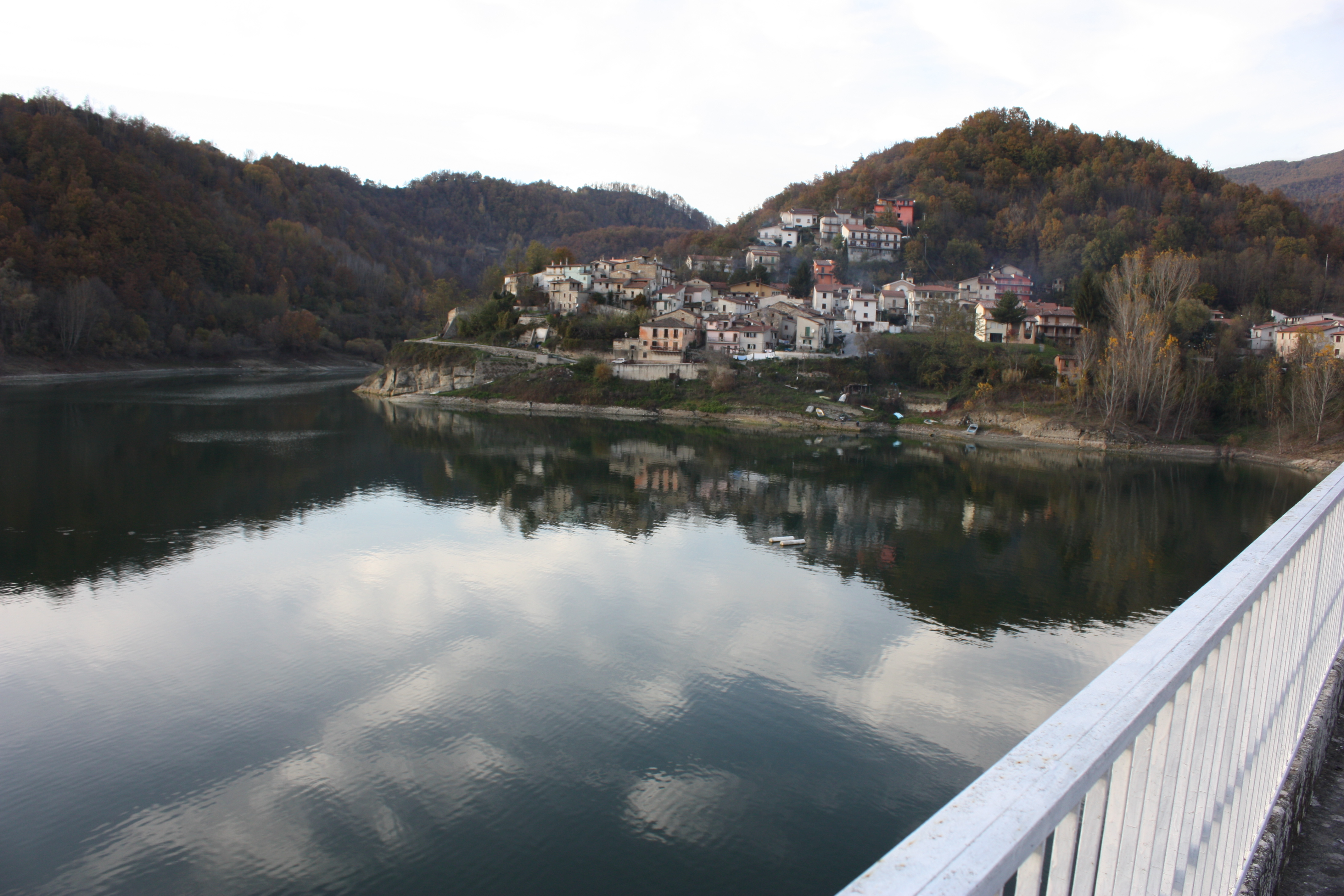
Panoramica dal ponte Pacifico

Posta a 560 metri s.l.m., sul versante sud-ovest del lago del Salto, al centro del Cicolano, è un vero e proprio crocevia, collegata ai comuni di Petrella Salto e Fiamignano tramite strada interna o strada statale 578 Salto Cicolana, ai comuni di Concerviano e Borgorose tramite strada statale 578 Salto Cicolana ed ai comuni di Pescorocchiano, Varco Sabino e Marcetelli, situati sul versante opposto del bacino, tramite il ponte Pacifico, un imponente quanto elegante manufatto lungo 560 metri.
Alle spalle del paese svettano i Monti del Cicolano quali il Monte Serra (1607 m s.l.m.), Monte Nuria (1892 m), monte Nurietta (1884 m), monte Tra le Serre (1500 m), monte Fratta (1624 m) e monte Torrecane (1376 m). Di fronte troviamo la riserva naturale Monte Navegna e Monte Cervia un'area naturale protetta con una superficie di 3.563 ettari istituita nel 1988 e situata nella zona dei monti Carseolani, tra il Lago del Salto e il lago del Turano, con i monti Navegna (1508 m) e Cervia (1438 m).

## Storia
Fu anticamente abitato dagli Equicoli.
Durante il Medioevo e l'età moderna fece parte del Regno di Napoli, proprio al confine con lo Stato Pontificio.
Dopo l'Unità d'Italia visse il fenomeno del brigantaggio: Berardino Viola, uno dei più famosi briganti del secolo, durante le sue scorribande, era solito fermarsi proprio qui a bere un bicchiere di buon vino nelle numerose osterie presenti.

Fiumata vecchia e fiume Salto

Con la creazione del Lago del Salto, Il piccolo borgo (insieme agli abitati di Borgo San Pietro, Sant'Ippolito e Teglieto) trovandosi a ridosso della valle, fu quasi completamente sommerso dalle acque e successivamente ricostruito in posizione più elevata e la parte alta del vecchio paese, chiamata “Capu Castellu”, divenne la parte più bassa del nuovo. L'invaso venne realizzato dalla società “Terni” , successivamente passata all'Enel (con la quale ci sono ancora dei contenziosi aperti) e poi alla società spagnola “Endesa” che la cedette alla società elettrica tedesca “E.ON” e passata in seguito al gruppo industriale Italiano "ERG" che risulta l'attuale proprietaria. Molti lasciarono il posto per andare a vivere in città come Rieti e Roma, altri si spostarono nell'abitato di Borgo Santa Maria sulla via Salaria verso Roma, costruito appositamente per accogliere queste popolazioni.

## Monumenti e luoghi di interesse

### Aree naturali

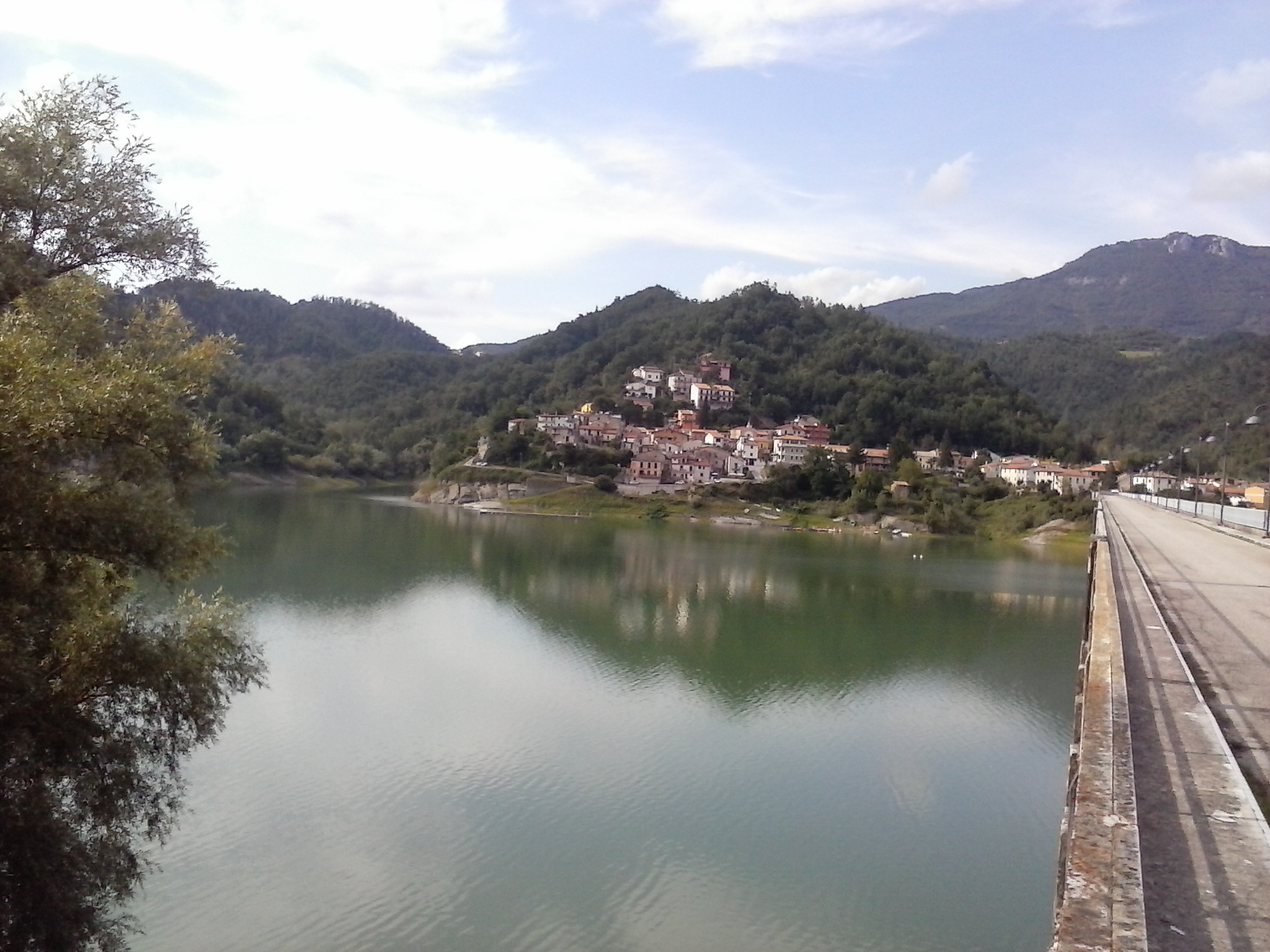
Panorama dal Ponte Pacifico

- Lago del Salto
- Monti del Cicolano

## Società e cultura

### Tradizioni e folclore
Molte delle più antiche tradizioni sono scomparse in fondo al lago insieme all'antico paese, solo alcune tra le più forti e radicate negli animi della gente sono sopravvissute fino a noi sfidando il tempo ed il progresso. Oggi come allora regolarmente praticate, mantengono viva la memoria storica della popolazione.

### Gastronomia

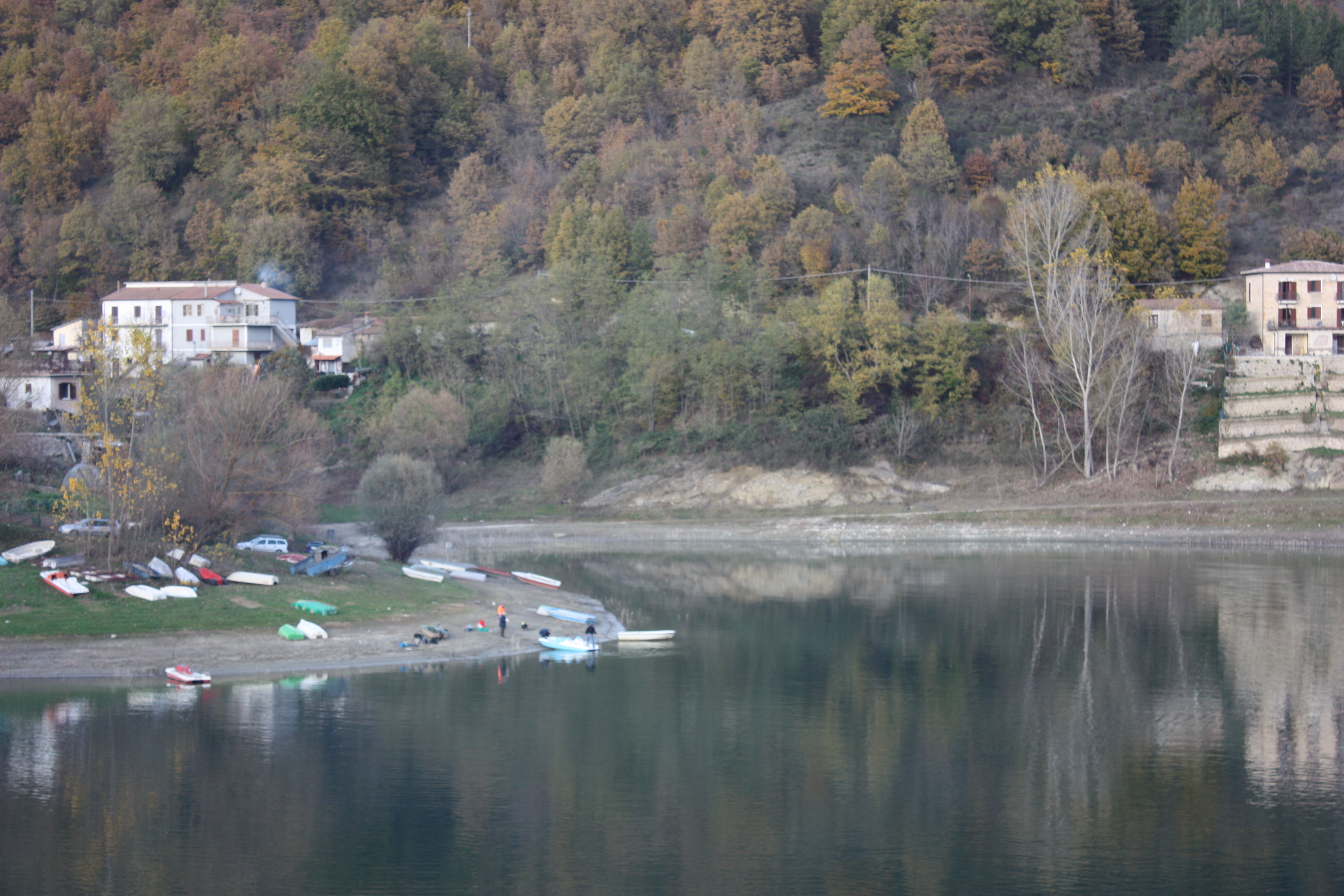
Spiaggia di Fiumata

Una costante nella cucina tipica di Fiumata è l'abbondanza. Infatti, che si tratti di piatti poveri come la polenta, che per molto tempo ha sfamato le famiglie più modeste e numerose o dei più elaborati ravioli che contraddistinguono i giorni di festa, ogni tipo di pietanza è caratterizzato da un'evidente generosità nelle dosi, nei condimenti e nella grandezza stessa delle forme. La dedizione riservata all'allevamento degli animali e alla cura delle verdure, associata alla passione per la tradizione della pasta fatta in casa, donano quel tocco di genuinità fondamentale per rendere questa cucina unica, ma soprattutto autentica.
La pasta fatta in casa la fa da padrona con ricette come fregnacce, strozzapreti, strangozzi, ravioli, gnocchi, fettuccine, lasagne al forno, cannelloni, diffusissima anche la polenta. I prodotti tipici del posto sono i funghi, i tartufi, la castagne, le nocciole, la carne di maiale e cinghiale, la carne di pecora ed abbacchio, ovviamente il pesce di lago come carpa, lavarello (coregone), persico, trota ed il gambero di fiume.

### Manifestazioni
Le manifestazioni tradizionali di Fiumata sono essenzialmente due, la prima è la festa di San Michele, il santo patrono e la seconda è la festa della Madonna. Entrambi si tengono a maggio, la prima intorno alla metà e la seconda verso la fine.  Durante la giornata di festa del santo patrono, prima della processione avveniva una vera e propria asta pubblica, retaggio della locale tradizione contadina.

Gli uomini che offrivano la somma più alta di denaro, si garantivano la possibilità di sfilare per le vie del paese con la statua del Santo, mentre le donne facevano la stessa cosa per la statua della Madonna. Il trasporto delle statue offriva la possibilità di dimostrare devozione e ringraziare il patrono e la Madonna per la protezione assicurata alla comunità e alla propria famiglia durante l’anno, garantendo altresì, onore e prestigio all’offerente. Il denaro raccolto veniva utilizzato per la manutenzione della chiesa parrocchiale e per l’organizzazione della successiva festa in onore di San Michele Arcangelo.

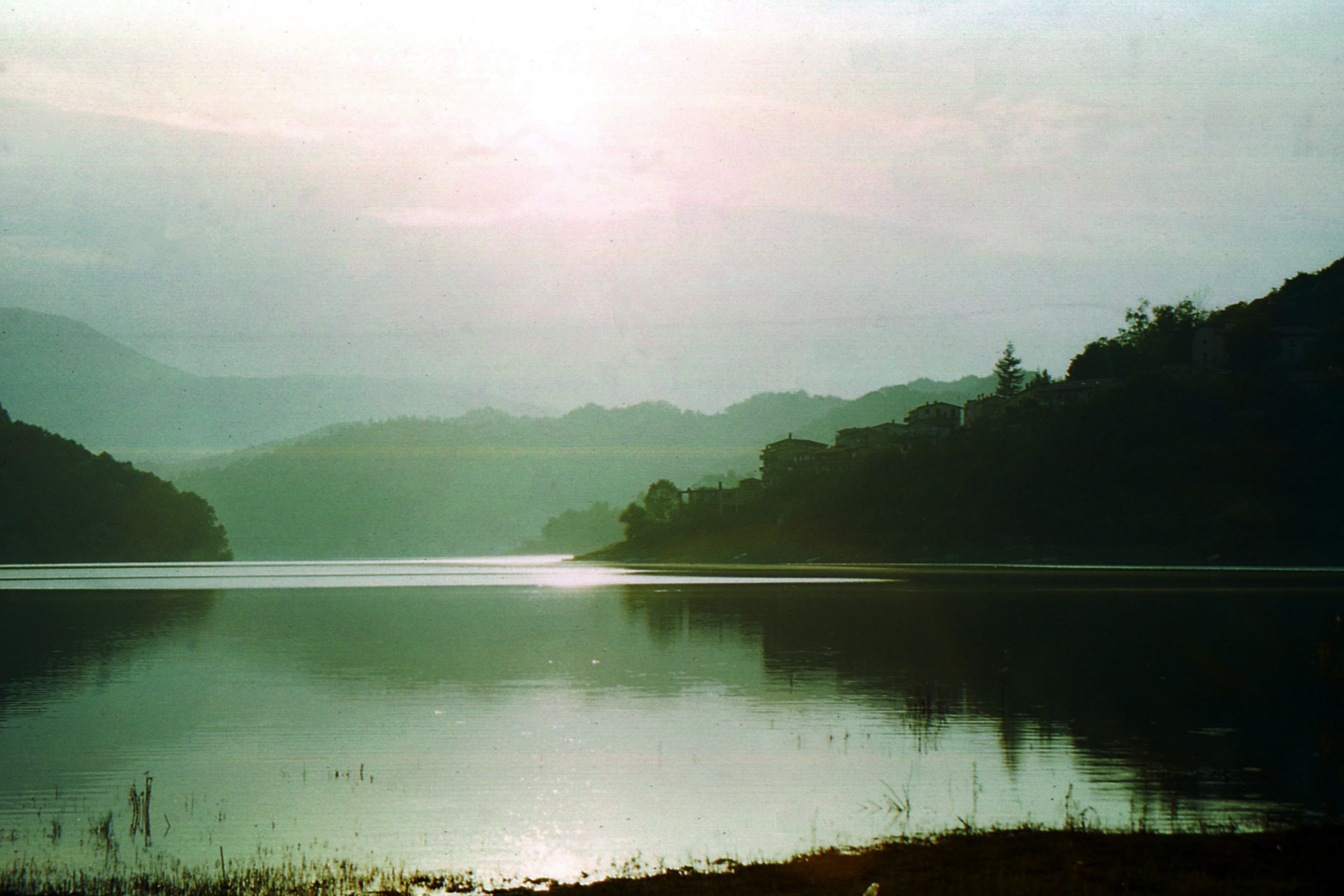
Panoramica della frazione Fiumata in un pomeriggio estivo

Oggi non si usa più fare quest'asta ma l'antico spirito festoso rimane vivo come allora, la gente emigrata altrove torna per festeggiare il santo patrono, tradizioni come la processione sono ancora forti nell'animo degli abitanti. La banda musicale suona per le vie dell'abitato, fuochi artificiali illuminano il cielo mentre il gruppo di turno anima la serata con la propria musica. E immancabile a chiusura festa, il ballo della Pantàsima, spesso affiancata da una più piccola per i bambini. Molto simile ma più sobria la festa della Madonna. Le vie del paese vengono illuminate da una miriade di lumini a delimitare il percorso della processione, immancabili come sempre i fuochi artificiali e il ballo della Pantàsima.
La Pantàsima è una tipica rappresentazione popolare che si tiene nell'ambito delle feste patronali della Valle del Cicolano e del Velino. Il nome deriverebbe da una corruzione popolare del sostantivo latino phantasma=che si mostra. Si tratta di un grosso fantoccio costruito con un'intelaiatura di canne ricoperte di carta sottile di vario colore, all'esterno del quale sono applicati numerosi giochi pirotecnici. Le sembianze del fantoccio sono sempre femminili, con grossi seni dai quali si liberano strisce di fuoco. Durante la festa viene portato al centro del paese e al suono della banda viene fatto danzare da un uomo posto al suo interno.
La passatella, la ruzzica e la morra erano giochi popolari molto praticati in tutto il Cicolano.

## Infrastrutture e trasporti

### Strade
La principale arteria stradale a servizio del paese è la strada statale 578 Salto Cicolana (detta anche "superstrada Rieti-Torano"), una strada a scorrimento veloce che passa a monte dell'abitato, collegandolo da un lato al capoluogo di provincia Rieti e dall'altro al casello dell'autostrada A24, che permette di raggiungere Roma.
Il paese di Fiumata sorge lungo la strada provinciale 67, che segue tutta la costa del lago e costituiva il collegamento con Rieti e Torano prima della costruzione della superstrada. Da essa si dirama la strada provinciale 26, che attraversa il lago del Salto con un ponte in cemento detto "ponte Pacifico" (posto proprio di fronte al borgo di Fiumata), raggiungendo la riva opposta del lago, per poi proseguire verso Pescorocchiano.